# 독일령 카메룬
독일령 카메룬(독일어: Kamerun)은 1884년부터 1916년 사이에 있었던 독일 제국의 식민지다. 오늘날의 카메룬 지역과 함께 가봉과 콩고 공화국의 일부 북부 지역, 중앙아프리카 공화국의 일부 서부 지역, 차드의 일부 서남부 지역, 나이지리아의 일부 동부 지역을 포함했으며, 독일 식민제국의 일부였다.

## 역사

### 19세기
1868년에 함부르크에 기반을 둔 독일 제국의 무역 회사였던 C. 뵈어만이 두알라 지역에 첫 독일 교역소를 세웠다. C. 뵈어만의 가봉 지역 대리인이었던 요하네스 퇴어멜렌은 활동 범위를 넓혔고, 1874년에 C. 뵈어만의 라이베리아 지역 대리인이었던 빌헬름 얀첸과 함께 독자적인 회사인 얀첸 & 퇴어멜렌을 세웠다. 서아프리카에 기반을 둔 회사들은 자체적으로 범선과 증기선으로 사업을 확장했고 함부르크과 두알라를 잇는 승객 및 화물 운송을 시작했다. 이들은 지역 부족장들로부터 많은 땅을 받아내 바나나와 같은 작물로 조직적인 플랜테이션을 시작했다. 1884년에 아돌프 뵈어만은 서아프리카 전체 회사들의 대변인으로서 독일 제국 외무부에 보호를 요청했고, 국가수상 오토 폰 비스마르크은 해당 지역을 특허 회사를 통해서 통치하고자 무역 회사를 활용하려 했다. 무역 회사들은 비스마르크의 제안을 들은 뒤 이전의 요청을 거두었다. 이들은 독일 제국의 보호 아래에서 수익성 있는 무역 활동을 하고자 하였으나 정치적으로 복잡한 관계에 매이지 않고자 했다. 결국 비스마르크는 뵈어만의 요청을 받아들여 소형 포함 SMS 뫼베를 서아프리카에 파견했다.
독일 제국은 카메룬의 농업 잠재력에 관심을 두었고 큰 회사들로 하여금 농장을 개발하고 생산물을 수출하도록 했다. 비스마르크는 그의 우선 순위를 '상인이 먼저, 군대는 나중에'로 정의했다. 큰 회사들(C. 뵈어만, 얀첸 & 퇴어멜렌)과 특허 회사들(남카메룬 회사, 남서카메룬 회사)들은 카메룬에서 사업을 크게 확장했다. 독일 제국은 카메룬과 동아프리카의 식민지를 잇는 식민제국을 세울 계획을 했다. 독일령 카메룬은 아프리카 분할 시기에 성립됐으며, 탐험가이자 의사, 외교관이었던 구스타프 나흐티갈이 식민지의 성립을 이끌었다. 그 뒤로 함부르크와 브레멘에 기반을 둔 십여 곳의 독일 회사들이 카메룬에서 무역과 플랜테이션을 했고, 1911년에 이르러서는 전체 무역량이 5천만 금 마르크에 이르렀다. 독일 제국은 식민지 영토를 차츰 늘려나갔고, 바푸트 왕국 및 아다마와 에미르국 등과 부딪혔다. 1887년 2월 1일에는 카메룬 최초의 우체국이 문을 열었다.

### 20세기
농산물을 시장으로 운송하기 위해 독일 제국 재무부의 보조금으로 두알라에 철로를 건설했다. 북부선은 마넹구바산까지 160 km, 간선은 중부까지 300 km에 이르렀고, 이후에 야운데까지 이어졌다. 우편과 전신, 운항 체계는 해안가와 내륙을 연결했다. 1911년 기준으로 우체국 37곳과 전신국 11곳에서 백여 통의 우편물과 7만여 건의 전신을 처리했다. 1912년에는 몬로비아와 토고 및 카메룬을 잇는 해저 케이블이 완공돼 영국의 통신선을 쓰지 않게 됐다. 또한 1911년에는 제2차 모로코 위기 이후 페스 조약으로 프랑스 제3공화국으로부터 노이카메룬(Neukamerun) 지역을 새로 얻었다.
제1차 세계 대전이 일어나자 프랑스군과 벨기에군, 영국군이 독일령 카메룬을 공격해 1914년에 점령했고, 1916년에 독일군의 마지막 요새가 포위 끝에 함락됐다. 전쟁 이후 베르사유 조약에 따라 카메룬은 영국과 프랑스의 위임통치령이 됐고, 프랑스령 카메룬과 영국령 카메룬의 일부가 1961년에 카메룬으로 재결합했다.

## 갤러리
독일령 카메룬
- 독일인 조사원, 1884년경
- 두알라의 증기선, 1896년경
- 카메룬 가쇄 독일 제국 우표, 1897년
- 독일령 카메룬 우표, 1900년
- 두알라의 경찰, 1901년
- 야자유 공장, 1900년경
- 데분차-플란충 독일 식민지 회사의 주권, 1905년
- 독일 제국으로 수출하는 바나나, 1912년

## 같이 보기
- 독일령 동아프리카
- 독일령 남서아프리카
- 카메룬의 역사
- 분류:독일의 아프리카 식민화
- 토골란드